# Феррелв'ю (Міссурі)
Феррелв'ю (англ. Ferrelview) — селище (англ. village) в США, в окрузі Платт штату Міссурі. Населення — 642 особи (2020).

## Географія
Феррелв'ю розташований за координатами 39°18′51″ пн. ш. 94°39′55″ зх. д. / 39.31417° пн. ш. 94.66528° зх. д. (39.314244, -94.665396).  За даними Бюро перепису населення США в 2010 році селище мало площу 0,30 км², уся площа — суходіл.

## Демографія
Згідно з переписом 2010 року, у селищі мешкала 451 особа в 236 домогосподарствах у складі 86 родин. Густота населення становила 1522 особи/км².  Було 300 помешкань (1012/км²).
Расовий склад населення:
| - 89,8 % — білих - 3,5 % — чорних або афроамериканців - 1,3 % — вихідців з тихоокеанських островів - 0,7 % — корінних американців - 0,4 % — азіатів |

До двох чи більше рас належало 4,2 %. Частка іспаномовних становила 6,2 % від усіх жителів.
За віковим діапазоном населення розподілялося таким чином: 19,1 % — особи молодші 18 років, 72,5 % — особи у віці 18—64 років, 8,4 % — особи у віці 65 років та старші. Медіана віку мешканця становила 39,1 року. На 100 осіб жіночої статі у селищі припадало 128,9 чоловіків;  на 100 жінок у віці від 18 років та старших — 135,5 чоловіків також старших 18 років.
Середній дохід на одне домашнє господарство  становив 41 957 доларів США (медіана — 29 625), а середній дохід на одну сім'ю — 47 192 долари (медіана — 33 125). Медіана доходів становила 38 750 доларів для чоловіків та 29 485 доларів для жінок. За межею бідності перебувало 29,0 % осіб, у тому числі 65,1 % дітей у віці до 18 років та 0,0 % осіб у віці 65 років та старших.
Цивільне працевлаштоване населення становило 244 особи. Основні галузі зайнятості: науковці, спеціалісти, менеджери — 20,5 %, будівництво — 11,9 %, виробництво — 10,7 %, роздрібна торгівля — 9,8 %.